# Prokolagenska N-endopeptidaza
Prokolagenska N-endopeptidaza (EC 3.4.24.14, prokolagen N-terminalna peptidaza, prokolagenska aminopeptidaza, aminoprokolagenska peptidaza, aminoterminalna prokolagenska peptidaza, prokolagenska aminoterminalna proteaza, prokolagenska N-terminalna proteinaza, tip I/II prokolagenska N-proteinaza, tip III prokolagen) je enzim. Ovaj enzim katalizuje sledeću hemijsku reakciju
Razlaganje N-propeptidnog lanca kolagena alfa1(I) na Pro-Gln, kao i alfa1(II) i alfa2(I) na Ala-Gln
Ovaj enzim deluje na propeptide tipa I i II kolagena.

## Literatura
- Nicholas C. Price; Lewis Stevens (1999). Fundamentals of Enzymology: The Cell and Molecular Biology of Catalytic Proteins (Third изд.). USA: Oxford University Press. ISBN 019850229X.
- Eric J. Toone (2006). Advances in Enzymology and Related Areas of Molecular Biology, Protein Evolution (Volume 75 изд.). Wiley-Interscience. ISBN 0471205036.
- Branden C; Tooze J. Introduction to Protein Structure. New York, NY: Garland Publishing. ISBN 0-8153-2305-0.
- Irwin H. Segel. Enzyme Kinetics: Behavior and Analysis of Rapid Equilibrium and Steady-State Enzyme Systems (Book 44 изд.). Wiley Classics Library. ISBN 0471303097.

## Spoljašnje veze
- Procollagen+N-endopeptidase на 